# Toyota Aygo Crazy Concept
De Toyota Aygo Crazy Concept is een unieke, eenmalige sportieve versie van de Toyota Aygo van de Japanse autofabrikant Toyota. Deze conceptauto deed mee aan de Goodwood Festival of Speed van 2008. De auto werd daarna tentoongesteld op de British International Motor Show van 2008 in Londen. Het kostte Toyota ₤ 100000,- om dit model te maken.
De Aygo Crazy Concept wordt aangedreven door de 1,8 liter 1ZZ-FE viercilinder benzinemotor en is uitgerust met een turbocharger. De topsnelheid bedraagt 204-215 km/h en gaat van 0 naar 100 km/h in 5,75 seconden. Het model is achterwielaangedreven en heeft een maximaal vermogen van 200 pk en een maximaal koppel van 240 Nm. De achteras beschikt over een limited slip differentieel en de achterwielophanging en handgeschakelde vijfversnellingsbak van de Toyota MR2 ZZW30.
Verder heeft de Toyota Aygo Crazy een suède Sparco stuur, 17-inch Team Dynamics Motorsport lichtmetalen velgen (bandenmaat: 225/45 R17), uitgeklopte wielkasten een koolstofvezel spoiler van de American Champ Series, grotere stoelen met vierpuntsgordels voor de bestuurder, grote Brembo remmen, een rolkooi en geen ABS, stabiliteits- en tractiecontrole.